# Municipio de Cargile
El municipio de Cargile (en inglés: Cargile Township) es un municipio ubicado en el condado de Van Buren en el estado estadounidense de Arkansas. En el año 2010 tenía una población de 395 habitantes y una densidad poblacional de 10,32 personas por km².

## Geografía
El municipio de Cargile se encuentra ubicado en las coordenadas 35°23′12″N 92°17′47″O / 35.38667, -92.29639. Según la Oficina del Censo de los Estados Unidos, el municipio tiene una superficie total de 38.29 km², de la cual 38,29 km² corresponden a tierra firme y (0 %) 0 km² es agua.

## Demografía
Según el censo de 2010, había 395 personas residiendo en el municipio de Cargile. La densidad de población era de 10,32 hab./km². De los 395 habitantes, el municipio de Cargile estaba compuesto por el 97,97 % blancos, el 0,51 % eran asiáticos, el 0,25 % eran de otras razas y el 1,27 % eran de una mezcla de razas. Del total de la población el 1,01 % eran hispanos o latinos de cualquier raza.